# Modellismo navale dinamico

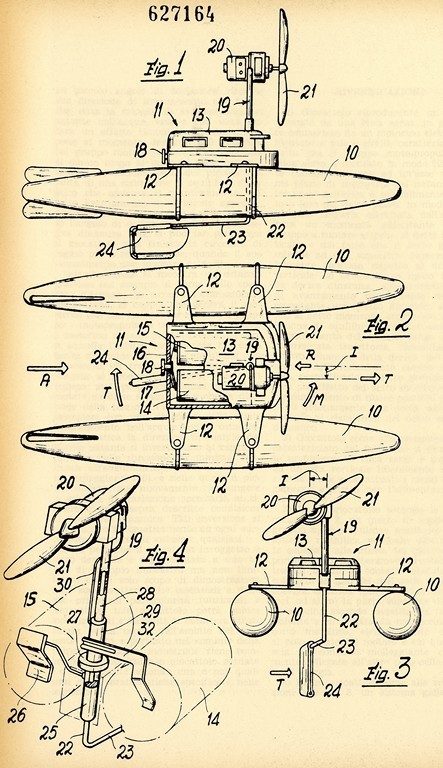
Disegno per il brevetto della società Arcofalc per un natante giocattolo ad elica aerea con gruppo elica-motore elettrico ruotabile in diversi orientamenti, Cernusco sul Naviglio (MI), 1961.

Il modellismo navale dinamico è un hobby che consiste nella realizzazione di modelli di imbarcazioni in grado, a differenza del modellismo navale statico, di navigare realmente.
Questi modelli vengono generalmente comandati a distanza per mezzo di un radiocomando.

## Tipologie
Si possono distinguere varie tipologie di modelli, in genere la divisione è basata sul tipo di propulsione utilizzata. Dato che questi modelli vengono spesso utilizzati per delle competizioni, esistono dei precisi regolamenti che, in base a determinate caratteristiche, permettono di raggruppare i modelli in classi omogenee al fine di rendere le gare eque.

### Modelli a vela
Richiedono una certa conoscenza della tecnica di navigazione a vela. La velatura è composta normalmente da due vele il fiocco e la randa. Per un controllo ottimale del modello sarebbe  necessario un radiocomando ad almeno tre canali: uno per il controllo del timone e due per poter comandare separatamente le due vele.
Anche se la maggior parte dei modelli utilizza un servo per fiocco autovirante o bomato e randa e un altro per il timone.
Oppure, più difficile ma non impossibile, uno per fiocco e uno per la randa e senza timone.

### Modelli con motore endotermico
Con questo tipo di motore vengono realizzati normalmente modelli per gare di velocità. Il costo relativamente elevato ed una certa difficoltà di costruzione ed utilizzo ne sconsigliano la realizzazione da parte di modellisti inesperti.
Il radiocomando viene utilizzato per comandare il timone e per controllare la velocità del motore agendo sul carburatore per mezzo di un servocomando.
È importante ricordare che il motore utilizzato deve essere specifico per l'uso marino ovvero dotato di circuito per il raffreddamento ad acqua.

### Modelli con motore a micro turboventola
Con questo motore vengono generalmente realizzati modelli di scala molto grande. Questa motorizzazione spopola soprattutto in Giappone e America (dove vengono costruiti navi anche in scala 1:6) ma pian piano sta iniziando ad affermarsi anche in Italia. Questa motore funziona usando il concetto di un motore a turboventola che fa funzionare un sistema che converte i gas di scarico in energia per muovere le eliche. Il sistema di movimento dei timoni è sempre affidato a servocomandi come per i modelli con motore Endotermico, Elettrico e a vela.

### Modelli con motore elettrico
Si tratta dei modelli più semplici da costruire e da pilotare, è inoltre possibile realizzare un modello soddisfacente con una spesa abbastanza ridotta. Per contro si tratta in genere di modelli piuttosto lenti, penalizzati fra l'altro dal peso delle batterie.
Anche in questo caso il radiocomando controlla il timone e la velocità del motore. A differenza dei motori a scoppio il controllo della velocità dei motori elettrici avviene per mezzo di appositi regolatori di velocità comandati direttamente dal ricevitore del radiocomando.
Nel caso di modelli in cui il motore viene particolarmente sollecitato è necessario prevedere un sistema di raffreddamento per il motore stesso e per il regolatore di velocità.

## Tecniche costruttive
Benché sia possibile utilizzare tecniche analoghe a quelle utilizzate nel modellismo statico, con il legno come principale materia prima, per costruire modelli dinamici la scelta cade normalmente su materiali più "moderni" con l'utilizzo di scafi preformati o autocostruiti in fibra di vetro o in materiale plastico.

## Nella cultura di massa
Nel film del 2001 Streghe verso nord di Veronesi, il coprotagonista è appassionato di modellismo navale dinamico con barche a vela.